# Люблинецька селищна рада
Лю́блинецька се́лищна ра́да Лю́блинецької се́лищної територіа́льної грома́ди (до 2016 року — Люблинецька селищна рада Ковельського району Волинської області) — орган місцевого самоврядування Люблинецької селищної територіальної громади Волинської області. Розміщення — селище міського типу Люблинець.

## Склад ради
Рада складається з 22 депутатів та голови.
Перші вибори депутатів ради та голови громади відбулись 28 серпня 2016 року. Було обрано 22 депутати ради, з них (за суб'єктами висування): самовисування — 16 мандатів, УКРОП — 5, Всеукраїнське об'єднання «Свобода» — 1 депутат.
Головою громади обрали позапартійну висуванку ВО «Свобода» Наталію Сіховську, тодішнього Люблинецького селищного голову.
При селищній раді створено чотири постійні депутатські комісії:
- з питань бюджету, фінансів, планування, управління комунальною власністю, соціально-економічного розвитку та інвестиційної діяльності, депутатської діяльності та етики, дотримання прав людини, законності та правопорядку;
- з питань сільського господарства, соціального відродження села, регулювання земельних відносин, екології, раціонального використання природних ресурсів;
- з питань освіти, культури та туризму, духовності, охорони здоров’я, материнства, у справах сім’ї, молоді та спорту, соціального захисту населення;
- з питань промисловості, будівництва, транспорту, зв’язку, торгівлі та побуту і житлово-комунального господарства та підприємництва.

## Історія
Люблинецька селищна рада утворена 22 грудня 1986 року.
До 23 вересня 2016 року — адміністративно-територіальна одиниця в Ковельському районі Волинської області з територією 0,244 км² та населенням 4 914 осіб (станом на 01.01.2016).
Селищній раді були підпорядковані села Довгоноси, Калинівка та смт Люблинець. Рада складалась з 20 депутатів та голови.

### Населення
Період 2013—2016
| Категорія                                                                                           | 01.01.2013 | 01.01.2014 | 01.01.2015 | 01.01.2016 |
| Всього, осіб                                                                                        | 4820       | 4841       | 4888       | 4914       |
| дітей дошкільного віку                                                                              | 514        | 548        | 552        | 545        |
| дітей шкільного віку                                                                                | 670        | 679        | 677        | 688        |
| громадян пенсійного віку                                                                            | 981        | 973        | 988        | 980        |
| працездатне населення                                                                               | 2505       | 2518       | 2525       | 2701       |
| кількість працюючих на підприємствах, установах, організаціях усіх форм власності та господарювання | 1816       | 1824       | 1830       | 1875       |

- Населення селищної ради згідно з переписом населення 2001 року становило 4 525 осіб.

| Населенні пункти  | 2001 рік | 1987 рік |
| ----------------- | -------- | -------- |
| Довгоноси         | 471      | 230      |
| Калинівка         | 10       | 10       |
| Люблинець         | 4,044    | 3,500    |
| Сукупне населення | 4,525    | 3,740    |

### Керівний склад попередніх скликань
| Прізвище, ім'я, по батькові | Основні відомості                                                | Дата обрання | Дата звільнення |
| --------------------------- | ---------------------------------------------------------------- | ------------ | --------------- |
| Федонюк Олександр Іванович  | Селищний голова, 1973 року народження, освіта вища, безпартійний | 26.03.2006   | 31.10.2010      |
| Федонюк Олександр Іванович  | Селищний голова, 1973 року народження, освіта вища, безпартійний | 31.10.2010   | 25.10.2015      |

Примітка: таблиця складена за даними сайту Верховної Ради України

### Депутати
За результатами місцевих виборів 2010 року депутатами ради стали:

#### За суб'єктами висування
| Суб'єкт висування                            | Кількість обраних депутатів | %  |
| -------------------------------------------- | --------------------------- | -- |
| Самовисування                                | 11                          | 55 |
| Політична партія «Сильна Україна»            | 5                           | 25 |
| Українська Народна Партія                    | 3                           | 15 |
| Партія Політичне об'єднання «Рідна Вітчизна» | 1                           | 5  |

#### За округами
| № округу                                     | Прізвище, ім'я, по батькові      | Дата визнання обраним | Освіта             | Партійна приналежність                        | Відомості про обраного депутата                                                |
| -------------------------------------------- | -------------------------------- | --------------------- | ------------------ | --------------------------------------------- | ------------------------------------------------------------------------------ |
| Партія Політичне об'єднання «Рідна Вітчизна» |                                  |                       |                    |                                               |                                                                                |
| 13                                           | Логвинюк Андрій Анатолійович     | 05.11.2010            | вища               | член Політичного об'єднання «Рідна Вітчизна»  | ПАТ «ВолиньАвто», слюсар                                                       |
| Політична партія «Сильна Україна»            |                                  |                       |                    |                                               |                                                                                |
| 14                                           | Рокун Ольга Іванівна             | 05.11.2010            | середня спеціальна | член Політичної партії «Сильна Україна»       | Люблинецька селищна рада, секретар                                             |
| 15                                           | Кухарчук Михайло Павлович        | 05.11.2010            | вища               | член Політичної партії «Сильна Україна»       | пенсіонер                                                                      |
| 16                                           | Мельник Ольга Дмитрівна          | 05.11.2010            | середня спеціальна | позапартійна                                  | ТзОВ «Холодтехсервіс», бухгалтер                                               |
| 18                                           | Прадійчук Володимир Анатолійович | 05.11.2010            | середня спеціальна | позапартійний                                 | підприємець                                                                    |
| 20                                           | Федорук Ніна Миколаївна          | 05.11.2010            | середня спеціальна | член Політичної партії «Сильна Україна»       | Довгоносівський клуб, завідувач                                                |
| Українська Народна Партія                    |                                  |                       |                    |                                               |                                                                                |
| 2                                            | Митчик Наталія Федорівна         | 05.11.2010            | вища               | позапартійна                                  | Люблинецький дитячий садок, вихователь                                         |
| 3                                            | Мартинюк Роман Борисович         | 05.11.2010            | вища               | позапартійний                                 | Волошківська загальноосвітня школа І-ІІ ст., вчитель                           |
| 19                                           | Івасюк Наталія Павлівна          | 05.11.2010            | середня спеціальна | член Української Народної Партії              | Люблинецька школа-інтернат, машиніст з прання білизни                          |
| Самовисування                                |                                  |                       |                    |                                               |                                                                                |
| 1                                            | Терещук Віктор Васильович        | 05.11.2010            | вища               | член Всеукраїнського об'єднання «Батьківщина» | ТзОВ «Віра-1», водій                                                           |
| 4                                            | Кулик Жанна Василівна            | 05.11.2010            | вища               | позапартійна                                  | Люблинецьке відділення Волинського ГРУ ПАТ КБ ПриватБанку, керівник відділення |
| 5                                            | Борзовець Людмила Андріївна      | 05.11.2010            | середня спеціальна | позапартійна                                  | пенсіонер                                                                      |
| 6                                            | Мороз Наталія Петрівна           | 05.11.2010            | середня спеціальна | позапартійна                                  | Люблинецький дитячий садок, вихователь                                         |
| 7                                            | Соломянюк Неоніла Василівна      | 05.11.2010            | вища               | член Політичної партії «Сильна Україна»       | Люблинецький Будинок культури, директор                                        |
| 8                                            | Шевчик Надія Василівна           | 05.11.2010            | середня спеціальна | позапартійна                                  | пенсіонер                                                                      |
| 9                                            | Мазур Юрій Анатолійович          | 05.11.2010            | вища               | позапартійний                                 | Люблинецька ДЮСШ, тренер-викладач з футболу                                    |
| 10                                           | Буднік Євгенія Адамівна          | 05.11.2010            | середня спеціальна | позапартійна                                  | магазин «Тополинка», директор                                                  |
| 11                                           | Хвиць Руслана Петрівна           | 05.11.2010            | вища               | член Всеукраїнського об'єднання «Батьківщина» | Люблинецька загальноосвітня школа І-ІІІ ст., вчитель                           |
| 12                                           | Логвинюк Наталія Григорівна      | 05.11.2010            | вища               | позапартійна                                  | Люблинецький дитсадок, методист                                                |
| 17                                           | Пасаман Валентина Іванівна       | 05.11.2010            | середня спеціальна | позапартійна                                  | пенсіонер                                                                      |